# Lena Lattwein
Lena Lattwein, né le 2 mai 2000 à Neunkirchen en Allemagne, est une footballeuse internationale allemande évoluant au poste de milieu de terrain. Depuis 2021, elle évolue au VfL Wolfsburg.

## Carrière

### En club
Lena commence sa carrière au JFG Untere Ill, et y joue en faveur des équipes juniors masculines, jusqu'à la deuxième moitié de la saison 2016/17. À partir de février 2017, elle joue dans l'équipe féminine du 1. FC Sarrebruck, et dispute dix matches de deuxième division, jusqu'à la fin de la saison, marquant six buts. À l'été 2017, elle rejoint le club de Bundesliga du TSG 1899 Hoffenheim, où elle reçoit initialement un contrat de deux ans. 
Le 2 septembre 2017, elle figure immédiatement dans le onze de départ lors de la défaite 0-6 contre le VfL Wolfsburg à Hoffenheim, et réalise ainsi ses débuts en Bundesliga. Son premier but en Bundesliga intervient le 15 octobre 2017, lors d'une victoire 3-0 à l'extérieur contre le 1. FC Cologne. En septembre 2018, Lattwein prolonge d'un an son contrat avec le TSG 1899 Hoffenheim.

### En équipe nationale
Le 30 octobre 2013, Lattwein fait ses débuts avec les moins de 15 ans contre l'équipe des moins de 15 ans d'Écosse (victoire 6-0). En 2016, elle participe à un tournoi de développement de l'UEFA avec l'équipe des moins de 16 ans. Lors de ce tournoi, elle joue contre les Pays-Bas, l'Écosse et la France. 
Le 6 octobre 2018, en raison de l'absence de Lena Petermann pour le match amical contre l'Autriche, Lattwein est sélectionnée pour la première fois au sein de l'équipe nationale, mais sans entrer en jeu. Le 10 novembre 2018, elle joue son premier match international avec l'Allemagne contre l'Italie.

## Palmarès

### En club
VfL Wolfsburg
- Championne d'Allemagne
  - Champion : 2022
- Coupe d'Allemagne féminine de football
  - Vainqueur : 2022 et 2023

### Sélection
- Équipe du Allemagne
  - Championnat d'Europe
    - Finaliste : 2022

## Études
En plus de sa carrière dans le football, Lattwein étudie les mathématiques commerciales à l'Université de Mannheim . 